# Ursula Safari Chabestari
Ursula Safari Chabestari (* 6. Mai 1949 in Fulda) ist eine deutsche Juristin und war Richterin am Bundesgerichtshof.

## Leben
Nach Abschluss ihrer juristischen Ausbildung trat sie 1976 in den höheren Justizdienst Bayerns ein. Von 1979 bis 1983 war sie als Staatsanwältin in Würzburg tätig. Anschließend wechselte sie als Richterin an das dortige Landgericht, wo sie 1997 zur Vorsitzenden Richterin ernannt wurde. Sie führte den Vorsitz in einer Zivilkammer, war darüber hinaus Vorsitzende einer Kammer für Handelssachen sowie einer Kammer für Baulandsachen und mit Angelegenheiten der Gerichtsverwaltung befasst.
Am 6. Januar 2005 wurde Ursula Safari Chabestari zur Richterin am Bundesgerichtshof ernannt. Das Präsidium des BGH hat Richterin am BGH Safari Chabestari dem vornehmlich für das private Baurecht zuständigen VII. Zivilsenat zugewiesen. Sie wurde am 1. Januar 2009 außerdem nichtständiges Mitglied im Dienstgericht des Bundes und am war seit Ende 2011 neben der Tätigkeit im VII. Zivilsenat ständiges Mitglied des Dienstgerichtes. Seit dem 1. September 2014 befindet sie sich im Ruhestand.
Safari Chabestari ist verheiratet und hat zwei erwachsene Kinder.